# AXA-Эквитебл-Центр
AXA-Экви́тебл-Центр (англ. AXA Equitable Center) — небоскрёб в Мидтауне Манхэттена, ограниченный 51-й и 52-й улицами и Шестой с половиной и Седьмой авеню.
Небоскрёб возводился с 1985 по 1986 год по проекту архитектора Эдварда Барнса. Оно имеет стальной каркас, его облицовка выполнена из индианского известняка и бразильского гранита. Высота здания составляет 229 метров, в нём насчитывается 54 этажа. В основании небоскрёба находится вестибюль высотой 24 метра, который начинается 22-метровой аркой. В нём размещена 20-метровая «Фреска с голубым мазком кисти» нью-йоркского художника Роя Лихтенштейна. Перед фреской находится мраморная композиция «Атриумная меблировка» (англ. Atrium Furnishment), представляющая собой полукруглую скамью, авторства Скотта Бертона. В северном конце вестибюля расположена ещё одна фреска: «Америка сегодня» (англ. America Today) 1931 года, выполненная Томасом Бентоном. У восточной стены здания установлены скульптуры «Молодой слон» (англ. Young Elephant) и «Заяц на колоколе» (англ. Hare on Bell) Барри Флэнагана.
Энергоэффективность небоскрёба соответствует стандартам Energy Star.